# Republika Liguryjska
Republika Liguryjska – efemeryczne państwo klienckie napoleońskiej Francji (protektorat), istniejące w latach 1797–1805 i 1814. 
Zostało utworzone decyzją Napoleona I Bonaparte 14 lipca 1797 roku z Republiki Genueńskiej. 2 grudnia tego samego roku Napoleon I oktrojował
Republice konstytucję. 
W momencie utworzenia Republika sąsiadowała od zachodu i północy z Królestwem Sardynii, od wschodu z Księstwem Parmy i Piacenzy, od południowego wschodu z Republiką Cispadańską; posiadała szeroki dostęp do Morza Liguryjskiego. 
Pierwszy etap istnienia Republiki zakończył Napoleon I, włączając ją w czerwcu 1805 roku bezpośrednio do Francji jako departament Apennins. 
Po upadku Napoleona Republikę przywrócono w dniu 28 kwietnia 1814 roku. Istniała do 26 grudnia tegoż roku, kiedy zadecydowano o jej likwidacji. Obszar Republiki włączono do Królestwa Sardynii. 
Republika przejęła po swej poprzedniczce flagę państwową. Również stolicą była i w tym przypadku Genua.